# Očnatec obecný
Očnatec obecný (Sarpa salpa) je ryba žijící ve Středozemním moři a Biskajském zálivu.

## Popis
Má zploštělé, oválné tělo stříbrné barvy, charakteristickými znaky jsou tenké oranžové vodorovné pruhy a černá skvrna u kořene prsní ploutve. Samci dosahují maximální délky 30 cm, samice jsou větší - až 50 cm.

## Význam
Maso ryby může způsobit těžké, až několik dní trvající halucinace, což je patrně způsobeno některým druhem mořské řasy, kterou očnatec konzumuje. Pro tuto vlastnost byl očnatec vyhledáván už starými Římany.